# Bovec község
Bovec község (szlovén nyelven: Občina Bovec) Szlovénia 212 alapfokú közigazgatási egységének, azaz községének egyike a Goriška statisztikai régióban. A község székhelye Bovec város. Lakosainak száma 3193 fő (2020. július 1.).
A község északi része a Trenta-völgyben a Triglavi Nemzeti Park területén található, bár Bovec városa nem ide esik. A Júliai-Alpok két legfontosabb hágója Bovec község területén található: északnyugaton a Predil-hágó a szlovén-olasz határon, északkeleten a Vršič-hágó, amely a Soča-völgyet a szomszédos szlovén Felső-Krajna régióban található Kranjska Gorával köti össze. Délnyugaton az Učja (Uccea) hágó köti össze Bovec községet az olaszországi Resia-völggyel.

## A község települései
A községhez Bovec székhelyen kívül a következő települések tartoznak:
- Bavšica
- Čezsoča
- Kal–Koritnica
- Lepena
- Log Čezsoški
- Log pod Mangartom
- Plužna
- Soča
- Srpenica
- Strmec na Predelu
- Trenta
- Žaga

## Népesség
| Lakosok száma | 3185 | 3205 | 3213 | 3200 | 3181 | 3130 | 3098 | 3066 | 3074 | 3193 |
|               | 2008 | 2009 | 2011 | 2012 | 2013 | 2015 | 2016 | 2017 | 2019 | 2020 |